# Arch (Maghreb)
Arch (kabyle : lɛerc, pluriel : leɛrac, Aârouch, arabe :  عرش, pluriel : Laàrach/Aarouch) est, dans les cultures  arabe maghrébine et berbère, un groupe social d'individus ayant en général un même ancêtre et formant une unité aux mêmes intérêts politiques et sociaux. Un arch peut être de la taille d'une famille, comme il peut englober l'ensemble des habitants de toute une région. Ce système est encore présent dans des régions de l'Algérie (notamment en Kabylie) ou du Maroc. Plusieurs aârouch peuvent constituer une tribu.

## Source
- Karima Direche-Slimani, « Le mouvement des âarch en Algérie : pour une alternative démocratique autonome ? : Arrêt sur la notion de âarch », Revue des mondes musulmans et de la Méditerranée, numéro 111-112, mars 2006, mis en ligne le 08 décembre 2011, (DOI https://doi.org/10.4000/remmm.2873, consulté le 19 mars 2022)